# Hyperemi
Hyperemi är ett begrepp för ökat blodinnehåll i vävnader eller organ. Vid aktiv (arteriell) hyperemi ökar tillströmningen av blod till området, som blir rött och varmt, t. ex. vid en inflammation i huden. Passiv (venös) hyperemi (hypostas) beror på försvårat avflöde av venöst blod. Ett sådant område är som regel kallare än omgivande hud och har en blåaktig färg (cyanos).